# Anton Bruckner Institut Linz
Das Anton Bruckner Institut Linz (ABIL) beschäftigt sich mit der Erforschung von Leben und Werk Anton Bruckners.

## Geschichte
Das Anton Bruckner Institut Linz wurde im Jahr 1978 auf Initiative des künstlerischen Leiters des Brucknerhauses Horst Stadlmayr gegründet. Seine Arbeitsaufgaben wurden 2006 erweitert und umfassen seither auch die Aufarbeitung der regionalen oberösterreichischen Musikgeschichte.

## Wirken
Zu den Zielen des Institutes zählen die Grundlagenforschung, die Sammlung und Dokumentation von Quellenmaterial sowie die Veranstaltung wissenschaftlicher Symposien, Vorträge und Ausstellungen. Das Institut verfügt über eine Daten- und Dokumentensammlung sowie eine Bibliothek.
Die wissenschaftlichen Ergebnisse werden in mehreren Publikationsreihen veröffentlicht:
- Anton Bruckner. Dokumente und Studien (seit 1979)
- Symposions- und Tagungs-Berichte (seit 1980) bzw. Bruckner-Vorträge (seit 1983/84)
- Bruckner-Jahrbücher (seit 1980)
- ABIL-Informationen (seit 1981)
- Mitteilungen des Anton Bruckner Instituts Linz (seit 2008)